# Champignon-familien
Champignon-familien (Agaricaceae) er en familie af bladhatte.
| Slægter |

- Champignon-slægten (Agaricus)
- Parasolhat (Macrolepiota)

| Svampe | Spire Denne artikel om svampe er en spire som bør udbygges. Du er velkommen til at hjælpe Wikipedia ved at udvide den. |

da:Champignon